# کرکره پنجره

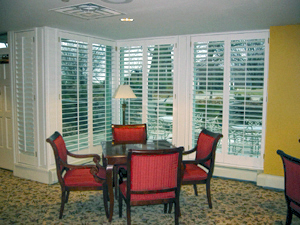

کرکره پنجره یا پوشش پنجره، معمولاً متشکل از یک قاب استیل عمودی و ریل‌های افقی و دستگاهی است که از تیغه‌های افقی و به هم پیوسته ساخته شده که به دور گردونه ای در بالای دستگاه می‌چرخد. با پایین آمدن این تیغه‌ها پنجره بسته و بالا رفتن آن باز می‌شوند. در برخی گونه‌ها کار باز و بسته شدن ممکن است با کمک موتور الکتریکی و بوسیله برق انجام گیرد. این کرکره‌ها از خانه در برابر باد، باران، آتش‌سوزی و سرقت محافظت می‌کنند.

## کاربرد
کرکره‌ها ممکن است به دلایل گوناگونی از جمله کنترل میزان نور خورشید که به اتاق وارد می‌شود، برای ایجاد حریم خصوصی، امنیت، محافظت در برابر آب و هوا یا نفوذ یا آسیب ناخواسته و تقویت زیبایی ساختمان بکار برده شوند. با پیشرفت تکنولوژی، افراد از کرکره‌های برقی ضد سرقت جهت بالا بردن امنیت، استفاده می‌کنند.

## گونه‌ها
- کرکره درون کار
- کرکره برون کار
- کرکره آلومینیومی
- کرکره فولادی